# Hypodryas alpicola
Hypodryas alpicola är en fjärilsart som beskrevs av Galvagni 1918. Hypodryas alpicola ingår i släktet Hypodryas och familjen praktfjärilar. Inga underarter finns listade i Catalogue of Life.